# Hera Desi Ana Rachmawati
Hera Desi Ana Rachmawati (* 2. Dezember 1992 in Purworejo) ist eine indonesische Badmintonspielerin.

## Karriere
Hera Desi gewann bei der Sommer-Universiade 2011 den Titel mit der indonesischen Mannschaft. Bei den Vietnam Open 2011 stand sie im Achtelfinale. Bei den Malaysia International 2011 scheiterte sie erst im Finale an ihrer Teamkollegin Bellaetrix Manuputty. In der indonesischen Superliga 2011 wurde sie Vierte mit der Damenmannschaft von PB Mutiara.